# Клеменовский сельский округ
Клеменовский сельский округ — упразднённая административно-территориальная единица, существовавшая на территории Егорьевского района Московской области в 1994—2006 годах.
Клеменовский сельсовет был образован в первые годы советской власти. По данным 1923 года он входил в состав Поминовской волости Егорьевского уезда Московской губернии.
В 1925 году к Клеменовскому с/с были присоединены Незговский и Титовский с/с.
16 ноября 1926 года из Клеменовского с/с был выделен Незговский с/с.
В 1926 году Клеменовский с/с включал деревни Бурцево, Клемёново, Костино, Незгово, Овчагино и Титовская.
В 1929 году Клеменовский с/с был отнесён к Егорьевскому району Орехово-Зуевского округа Московской области. При этом к нему был присоединён Назаровский с/с бывшей Егорьевской волости.
28 декабря 1951 года к Клеменовскому с/с был присоединён Акатовский с/с (кроме селения Батраки).
14 июня 1954 года к Клеменовскому с/с был присоединён Иншинский сельсовет.
27 августа 1958 года из Клеменовского с/с в Селиваниховский были переданы селения Абрютково, Акатово и Жучата.
22 апреля 1960 года из Селиваниховского с/с в Клеменовский были переданы селения Забелино, Палкино и Хохлево.
1 февраля 1963 года Егорьевский район был упразднён и Клеменовский с/с вошёл в Егорьевский сельский район. 11 января 1965 года Клеменовский с/с был передан в восстановленный Егорьевский район.
6 марта 1975 года из Саввинского с/с в Клеменовский были переданы селения Артёмовская, Дёминская, Незгово и Таняевская.
30 мая 1978 года в Клеменовском с/с было упразднено селение Бурцево, а 23 июня 1988 года — деревня Палкино.
3 февраля 1994 года Клеменовский с/с был преобразован в Клеменовский сельский округ.
21 июня 2004 года из Клеменовского с/о в Саввинский были переданы селения Артёмовская, Василёво, Дёминская, Забелино, Иваново, Иншино, Костино, Незгово, Панино, Спасс-Леоновщина, Суханово, Таняевская, Титовская и Трубицино.
В ходе муниципальной реформы 2004—2005 годов Клеменовский сельский округ прекратил своё существование как муниципальная единица. При этом все его населённые пункты были переданы в городское поселение Егорьевск.
29 ноября 2006 года Клеменовский сельский округ исключён из учётных данных административно-территориальных и территориальных единиц Московской области.